# Понцано-Монферрато
Понцано-Монферрато (італ. Ponzano Monferrato, п'єм. Ponsan) — муніципалітет в Італії, у регіоні П'ємонт,  провінція Алессандрія.
Понцано-Монферрато розташоване на відстані близько 500 км на північний захід від Рима, 45 км на схід від Турина, 34 км на північний захід від Алессандрії.
Населення — 365 осіб (2014).
Щорічний фестиваль відбувається 24 червня. Покровитель — святий Іван Хреститель.

## Демографія
Населення за роками:

Станом на 1 січня 2023 року в муніципалітеті офіційно проживав 31 іноземець з 8 країн, серед них 19 громадян країн Євросоюзу.

## Сусідні муніципалітети
- Кастеллетто-Мерлі
- Черезето
- Момбелло-Монферрато
- Монкальво
- Серралунга-ді-Креа